# Velká Bukovina
Velká Bukovina är en ort i Tjeckien.   Den ligger i distriktet Okres Děčín och regionen Ústí nad Labem, i den norra delen av landet, 70 km norr om huvudstaden Prag. Velká Bukovina ligger 319 meter över havet och antalet invånare är 405.
Terrängen runt Velká Bukovina är lite kuperad.Runt Velká Bukovina är det ganska glesbefolkat, med 23 invånare per kvadratkilometer. Närmaste större samhälle är Děčín, 14,0 km väster om Velká Bukovina. Omgivningarna runt Velká Bukovina är en mosaik av jordbruksmark och naturlig växtlighet.